# Les Flocons rouges

Les Flocons rouges est un téléfilm français réalisé par Bernard Maigrot en 1974.

## Fiche technique
- Scénario original : Marianne Servan-Schreiber
- Adaptation : Bernard Maigrot

## Distribution
- Curd Jurgens : Gunther Richter
- Elisabeth Alain : Anne
- Jany Holt : la gouvernante
- Marika Green : la jeune femme